# Carreira (Leiria)
Pour les articles homonymes, voir Carreira.
Carreira est une freguesia portugaise située dans le District de Leiria.
Avec une superficie de 5,39 km2 et une population de 1 337 habitants (2001), la paroisse possède une densité de 248,1 hab/km2.